# Фалалей Сирийский
Фалале́й, или Фалеле́й (др.-греч. Θαλελαίος, Θαλλελαίος; лат. Thalelaeus; IV век — V век) — христианский подвижник, сирийский пустынник, преподобный.
Сведения о жизни Фалалея сообщает Феодорит Кирский в 28 главе своей книги «История боголюбцев», который лично знал его. Фалалей был греком и родился в Киликии. Местом своих иноческих подвигов Фалалей выбрал холм, находящийся на расстоянии двадцати стадий от небольшого, но красивого городка Гавал. На этом холме издавна существовало идольское капище, здесь Фалелей построил себе небольшую хижину. Прожив в посте и молитве, подвижник испытал бесовские наваждения, и для того, чтобы усилить свои монашеские труды, он устроил следующее сооружение: Фалелей взял два колеса, каждое из которых в диаметре два локтя, скрепил их между собой досками, положенными не сплошь друг к другу, но с некоторыми промежутками. Доски он присоединил к колесам клиньями и гвоздями, затем поставил сооружение на открытом воздухе. Укрепив в земле три длинных кола и соединив верхние концы их между собой также деревянными досками, Фалелей поставил на них своё сооружение, а сам поместился внутри него. Внутреннее пространство сооружения было небольшого размера в высоту два локтя, а в ширину — один; так как Фалалей был очень высокого роста, то ему приходилось сидеть там не в прямом положении, но постоянно согнувшись и преклонив голову к коленам. Феодорит приходил к Фалелею, он застал подвижника внутри сооружения за чтением Евангелия. Феодорит разговаривал с подвижником, он хотел знать цель выбранного им нового образа жизни. На вопрос Феодорита Фалелей ответил: «Будучи обременён многими грехами и веря в наказания, которые ожидают грешников, я придумал для себя такой подвиг, дабы подвергнув здесь тело умеренным наказаниям, уменьшить тяжесть будущих кар. Ибо они будут тяжкими не только по своему количеству, но и мучительными, так как не будут добровольными. Всё же, что бывает против воли, вызывает особые страдания. Добровольное же, хотя и трудно, менее прискорбно, поскольку труд подвижничества предпринимается здесь по своей воле, а не по принуждению. Итак, если я настоящими малыми скорбями уменьшу будущие, то получу от этого большую пользу». Удивившись услышанному и увиденному, Феодорит описал подвиг Фалелея. Местные жители свидетельствовали, что молитвами Фалелея было совершено множество чудес и исцелений, причём Фалелей исцелял не только людей, но и животных: верблюдов, ослов и мулов. Благодаря подвигам и чудесам, совершаемым Фалелеем, местные жители оставили язычество, в котором находились, и уверовали в Христа. Фалелей, используя людей как помощников, разрушил капище бесов на холме и построил на его месте большой храм в честь победоносных мучеников.
Иоанн Мосх и Софроний Иерусалимский в Лимонаре, пересказывая пресвитера Петра из лавры Саввы Освященного, сообщают о том, что Фалелей подвизался в иночестве шестьдесят лет и постоянно плакал, говоря: «Бог дал нам время этой жизни для покаяния и потребует от нас строгого отчёта в нем».